# Gervane de Paula
Gervane Ferreira de Paula (Cuiabá, 21 de janeiro de 1961) é um pintor, escultor, curador e artista visual brasileiro.

## Biografia e carreira
De Paula começou a pintar em 1976 quando passou a frequentar o Ateliê Livre da Fundação Cultural onde recebeu mentoria da artista Dalva de Barros. Ainda na década de 1970, o artista integrou importantes exposições coletivas, como Panorama da Arte Jovem em Cuiabá em 1977 e Visão/Arte Mato-Grossense em 1979, ambas ocorreram no Museu de Arte e Cultura Popular (MACP) da Universidade Federal de Mato Grosso (UFMT).
Em 1980, participou da exposição coletiva Primitivos de Mato Grosso, no Museu de Arte de São Paulo Assis Chateaubriand e na Fundação Cultural de Brasília, no ano seguinte. Também integrou a exposição A Mão Afro-Brasileira, no Museu de Arte Moderna de São Paulo no ano de 1988.
De 1995 até 2000, exerceu a função de difusor de arte na Secretaria de Estado da Cultura de Mato Grosso. Organizou as exposições Grandeolhar 1 e 2 nos anos de 2000 e 2001. Nesta mesma época, integrou a exposição Artistas do Século, organizada pelo Museu de Arte e Cultura Popular.
Em 2024, promoveu uma exposição individual chamada Como é Bom Viver em Mato Grosso na Pinacoteca do Estado de São Paulo com obras criadas desde 1979. A mostra incluía autorretratos, pinturas, esculturas e instalações que simbolizam paisagens cuiabanas, festejos populares e a cultura da região.